# De Legende van Sigurd en Gudrún
De Legende van Sigurd en Gudrún is een verhalend gedicht geschreven door de Britse professor J.R.R. Tolkien en voor het eerst gepubliceerd op 5 mei 2009 bij Houghton Mifflin Harcourt en HarperCollins. 
Tolkien schreef het tijdens de jaren '20 en 30 en werd geïnspireerd door de Noorse mythologische legende van Sigurd en de Val van de Niflungs. Het werd geschreven in allitererende verzen en werd volgens Tolkien ook 'zeer beïnvloed door de Poetic Edda' uit de dertiende eeuw. Christopher Tolkien voegde voor de publicatie overvloedige notities en commentaren toe aan zijn vaders werk.

## Audioboek
De Schotse acteur Brian Cox werkte samen met HarperCollins mee aan de productie van een dramatische lezing van De Legende van Sigurd en Gudrún, dat in augustus 2009 verscheen.